# Reserva natural Laguna Guatraché
La reserva natural Laguna Guatraché es un área natural protegida ubicada en el departamento Hucal, en el sudeste de la provincia argentina de La Pampa, prácticamente en el límite con el departamento Guatraché.  Abarca la laguna Guatraché y su entorno inmediato, cuyas características ecológicas la ubican en el distrito fitogeográfico del caldén.

Fue creada mediante la Ley Provincial n.º 1353 en noviembre de 1991.

## Características generales
La reserva abarca una superficie de 6400 ha, aproximadamente en torno a la posición 37°45′15″S 63°32′45″O / -37.75417, -63.54583. La región se caracteriza por su superficie levemente ondulada, con pequeñas lomas y depresiones que con frecuencia se encuentran sumergidas. Se accede por la RP 1 que alcanza el extremo norte de la laguna, a unos 10 km de la localidad de Guatraché.
La laguna es conocida por las características salinas de sus aguas, por lo que se promociona turísticamente para prácticas de hidroterapia. En el entorno existe infraestructura básica y posibilidad de alojamiento.

## Biodiversidad
La cobertura vegetal incluye agrupaciones abiertas de caldén (Prosopis caldenia), sobre pastizales o "pajonales" de las gramíneas (Stipa tenuis), (Nassella tenuissima), (Stipa ichu) y (Piptochaetium napostaense), alternando con arbustos de chilladora (Chuquiraga erinacea), piquillín (Condalia microphylla) y jarilla hembra (Larrea divaricata). El entorno se encuentra fuertemente alterado por la actividad agropecuaria.
La aves constituyen el grupo más representativo de fauna silvestre. El entorno de la laguna crea las condiciones adecuadas para la presencia de varias especies de hábito acuático como el coscoroba (Coscoroba coscoroba); el pato maicero (Anas georgica); los inambú montaraz (Nothoprocta cinerascens), pálido (Nothura darwinii) y común (Nothura maculosa); la martineta (Eudromia elegans); el macá plateado (Podiceps occipitalis) y el flamenco austral (Phoenicopterus chilensis).

Los rapaces están ampliamente representados. Incluyen al jote cabeza colorada (Cathartes aura); el milano blanco (Elanus leucurus); los gavilanes planeador (Circus buffoni), ceniciento (Circus cinereus) y mixto (Parabuteo unicinctus); el águila mora (Geranoaetus melanoleucus); el chimango (Milvago chimango): el carancho (Caracara plancus); el halconcito colorado (Falco sparverius) y el halcón plomizo o aplomado (Falco femoralis).